# Helga Arendtová
Helga Arendtová (24. dubna 1964, Kolín nad Rýnem – 11. března 2013) byla německá atletka, která se věnovala hladké čtvrtce.
Svých největších úspěchů dosáhla na konci 80. let 20. století. Na halovém mistrovství Evropy v roce 1988 vybojovala stříbrnou medaili v běhu na 400 metrů. Na olympiádě v Soulu ve stejné sezóně v této disciplíně skončila sedmá. Současně dosáhla v této sezóně svůj nejlepší čas 50,36 s. V Budapešti v roce 1989 se stala halovou mistryní světa v běhu na 400 metrů.